# Byzantská literatura

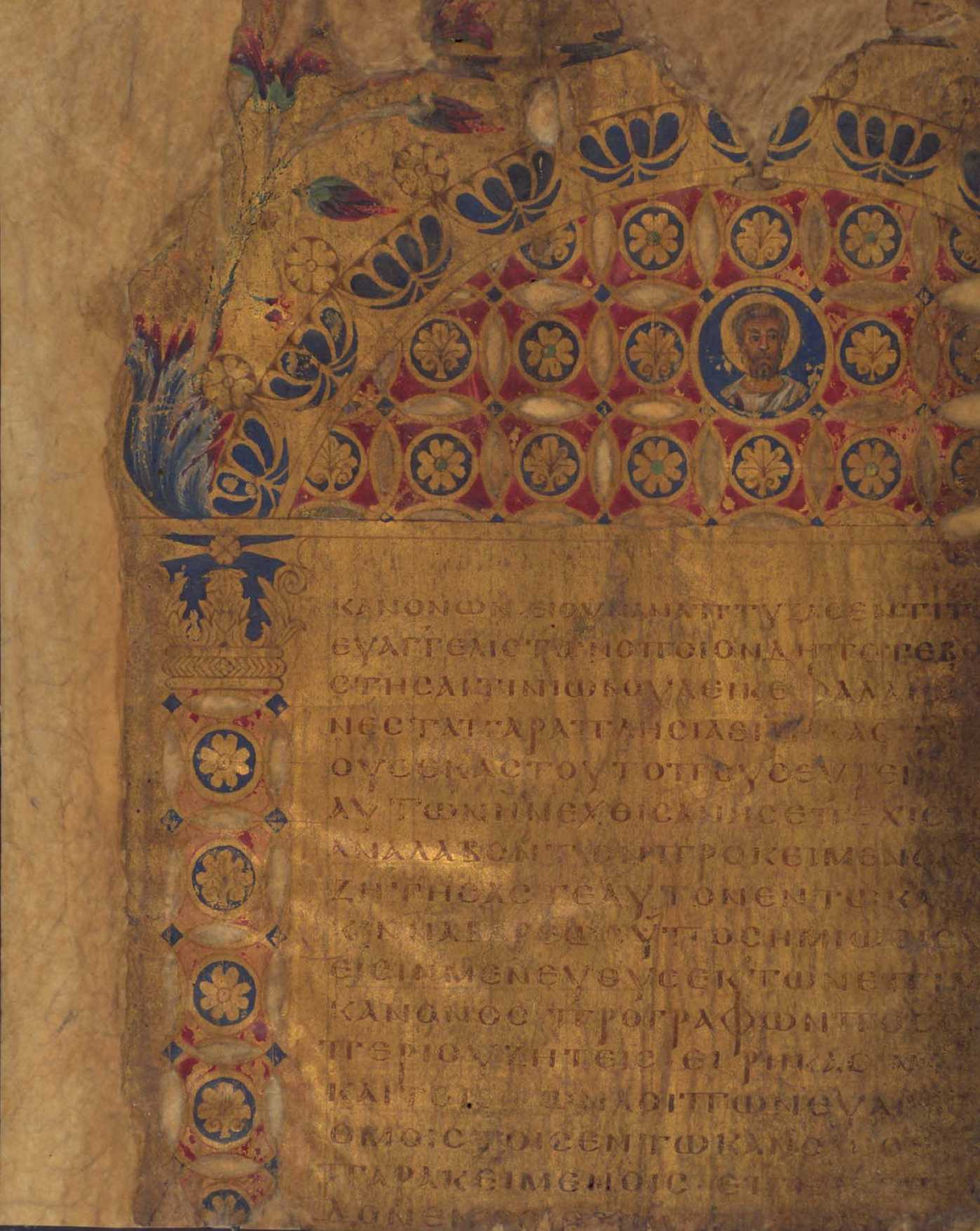
Bohatě zdobené byzantské evangelium z 11. století

Byzantská literatura je řecké středověké písemnictví mezi lety 330 (založení Konstantinopole) – 1453 (pád Konstantinopole), resp. podle jiných autorů mezi lety 529 (zrušení Akademie platónské v Aténách) – 1453. Dělí se na 4 období: raně byzantské (do poloviny 7. století), obrazoborecké (do 848), období makedonské renesance a komnénovského klasicismu (do 1204) a závěrečné (do 1453).
Literatura a byzantská kultura všeobecně byly určovány čtyřmi elementy: helenistickými tradicemi odkazujícími na antické Řecko, křesťanstvím zaujímajícím od obrácení Konstantina Velikého pozici oficiálního náboženství v říši, římskou povahou státoprávní organizace, a orientálními vlivy převzatými od rozličných asijských a afrických národů. Jednotlivá díla byzantské literatury jsou z hlediska svého zaměření a žánru tříděna do pěti skupin. První tři z nich navazují na antické vzory a zahrnují historii a letopisy, encyklopedii a eseje, a světskou poezii. Dvě další jsou tvořeny novými literárními formami; církevní a teologickou literaturou, a lidovou poezií.
Předním zástupcem historiků byl Prokopios z Kaisareie, pobočník Belisara při jeho válečných taženích, jež zachytil ve svém spise Knihy o válkách. Na Prokopia navázali Agathias, popisující závěr panování Justiniána I., a v 7. století Theofylaktos Simokattés. Pozdější fáze byzantských dějin vylíčili Michael Psellos, Niketas Choniates a Laonikos Chalkokondyles. K význačným historikům náleželi i císařové a příslušníci vládnoucích rodů jako třeba Konstantin VII. či Anna Komnenovna, autorka Alexiady. Mezi kronikáři vynikali Ioannes Malalas, Theofanes Homologetes, Ioannes Skylitzes a Ioannes Zonaras. Z encyklopedistů a esejistů lze jmenovat patriarchu Fotia a Theodora Metochita, byzantského humanistu ze 14. století. Koncem 10. století byl vytvořen rozsáhlý lexikon Suda. K zástupcům světské poezie jsou řazeni Georgios Pisides, oslavující ve svých básních Herakleiovy výpravy, a také zarputilý odpůrce ikonoklasmu a autor polemických pojednání Theodoros Studijský, opat kláštera Studios. Ten pokračoval v ikonodulské obhajobě obrazů po Janovi z Damašku, jenž byl i tvůrcem mnoha hymnů. Nejvýznamnějším skladatelem hymnů a tedy představitelem církevní a teologické literatury byl ale Romanos Melodos. Úrovně srovnatelné s Romanovým dílem dosáhl v 7. století hymnus Akathistos. Lidovou poezii zastupuje především jedinečný hrdinský epos Digenis Akritas z 11. nebo 12. století, opěvující akritai.

## Úvod
V roce 395 se Římská říše rozdělila na Západořímskou říši a Východořímskou (Byzantskou) říši. Na západě převládalo latinské obyvatelstvo, zatímco na východě žili hlavně Řekové. Západořímské říše zanikla roku 476, ale Východořímská se udržela až do roku 1453. V 7. století se císař Herakleios rozhodl uznat řečtinu za státní jazyk říše, protože to byl mateřský jazyk většiny obyvatel říše a latina byla nesrozumitelná. Byzanc se tak stává říší křesťanských Řeků, ačkoliv samotní Řekové se nyní nazývali Rómaioi, což v řečtině znamená Římané. Řecký jazyk se označoval jako Romaiki glossa (Římský jazyk). Termín Helén (Řek) byl synonymem pro pohana.
V 7. stol. dobyli Arabové Egypt, Sýrii a Afriku a tak od té doby Byzanc disponuje hlavně řecky hovořícími územími (Řecko, Malá Asie, Sicílie, jižní Itálie). Kulturním centrem literatury a celé kultury se stává Konstantinopol a Soluň, dvě největší města říše. Athény zůstávají mimo kulturní dění, v 6. stol. zde císař Justinián I. nařídil zavřít filosofické školy. Filosofie se však později opět stala významnou částí byzantské literatury. Samotné Řecko (kromě Soluně) stálo mimo literární či kulturní dění, které se nyní natrvalo přesunulo do Malé Asie. Samotná literatura si uchovává antický charakter a vychází z antiky. Velkého rozmachu řecká literatura dosáhla v 11. století po vládě císaře Basileia II. a v 13.–15. století za vlády řeckých rodů Komnenovců, Duků, Angelovců a Palaiologů. Větší část byzantské literatury je psána starořeckou attičtinou, tedy mrtvým jazykem, který byl při přednesech často špatně vyslovován.

## Historiografie

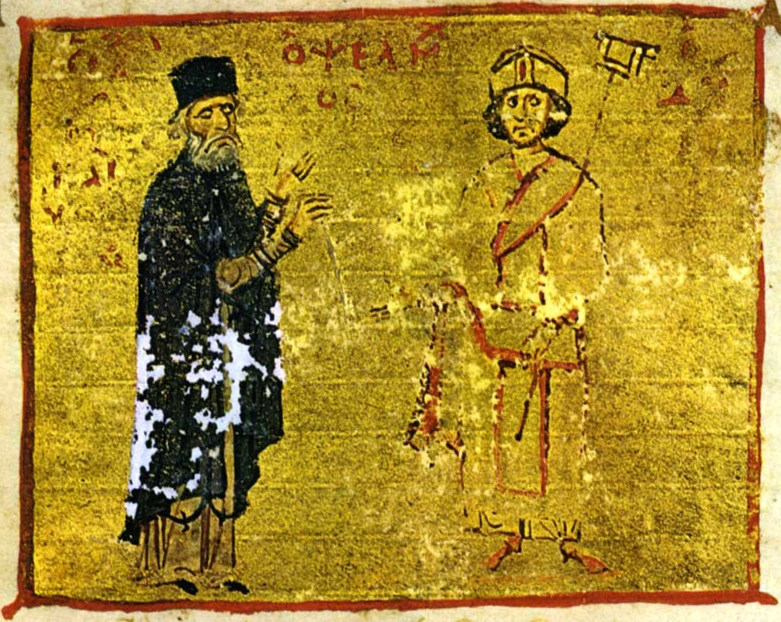
Michael Psellos (vlevo) a císař Michael VII. Dukas

V tomto období doznívá klasická historiografie, která byla později nahrazena byzantskou kronikou, která si však také uchovala mnoho z tradiční historiografie. Známí klasičtí historici byli např. Prokopios z palestinské Kaisareie, který popsal války s Góty, Vandaly a Peršany a jako první zmiňuje i Slovany. Jiní významní autoři byli Menander Protektor, Agathias z Myriny a Theofylaktos Simokattés.
Od 8. století se historie píše formou kroniky. Známý je Arethas z Patry, který byl biskupem v kappadocké Kaisareii a je autorem díla Kronika z Monemvasie (Chroniki tis Monemvasias). Významnými historiky 11. a 12. stol. byli Michail Attaliatis z Attaleie, Ioannis Kinnamos, Niketas Choniates z Frýgie, Georgios Pachyméres z Nikaie, Nikéforos Bryennios ml. z Adrianopole, Georgios Akropolites a Jeotjos Frantzis z Konstantinopole. Velmi známý však byl Michael Psellos, který popsal vládu po Basileiově smrti, císařovna Anna Komnenovna s dílem Alexiada, kde popisuje historii Byzance za vlády jejího otce, Alexia I. Komnena. Anna byla první řeckou ženskou historičkou. Jejím vzorem byl Thúkydidés, Xenofón a Polybios. Historii psal i císař Konstantin VII. Porfyrogennetos, který např. zavedl pojem Velká Morava (Megali Moravia). Známým historikem byl i Ioannes Skylitzes a aristokrat Laonikos Chalkokondyles, žijící v 15. století, který byl velkým řeckým vlastencem. Popsal vzrůst turecké moci a pád byzantské říše. Jeho potomci žijí v Řecku dodnes.

## Filologie
V 10. století vznikla významná kanonická sbírka s názvem Suda, kde jsou zahrnuta všechna významná starověká literární díla a autoři a díky tomu se nám mnoho zachovalo. Autor sbírky je však neznámý. Celkově komentování klasických autorů, rétorů a filosofů bylo velmi populární a klasická literatura se těšila na rozdíl od západu velké popularitě. Této práci se věnoval i Nikiforos Vlemmydis z Konstantinopole a Eustathios z Konstantinopole, biskup v Soluni, který se zajímal o homérské eposy. Jiní významní filologové byli Maximos Planudis z Nikomédie, Jeorjos Metochitis z Konstantinopole, nebo rétor, historik a filosof Nikiforos Gregoras z pontské Irakleie.

## Poezie
Popularitě se těšila i poezie, která kopírovala antické styly jako epigramy, satiry, didaktiku a oslavné písně (panijrika). Jako vzor sloužili básníci archaického, klasického a helénistického období. Básně byly někdy i s křesťanskou tematikou. Známí tvůrci epigramů byli Christoforos z Lesbu, Georgios Pisides z Pisidie, Theodoros Studijský z Konstantinopole a Ioannis Jeometris. Křesťanskou panegyriku psali Pavlos Silentiarios z Konstantinopole, který napsal oslavnou báseň na chrám Hagia Sofia (Is Ajan Sofian), Georgios Pisides a Manuil Cholovolos.
Velmi populární byla i satira. Nejznámějším satirikem byl Mazaris, o kterém však nevíme nic kromě toho, že žil v 15. století. Napsal satirické dílo Mazarisova cesta za Hádem (Epidimia Mazari en Adu), tedy cesta do pekla. Je to satira na byzantské vládce a na peloponéskou aristokracii. Zároveň nám však poskytuje důležitou zprávu o peloponéském obyvatelstvu. Tzv. prosebnou poezii psal Theodoros Prodromos a Manuil Filis z Efezu.

## Román
Populární byly i romány, které vycházejí přímo z helénistické tradice. Známým spisovatelem 12. století byl Eustathios Makrovolitis, který napsal milostný román O Hysmině a Hisminiasovi (Peri Ysminis ke Ysminia). Romány psal ve stejné době i Konstantinos Manassis, který napsal dílo Lásky Aristandrose a Kallithey (I agape tu Aristandru ke tis Kallitheas). Mezi 11.–14. stol. vznikly i milostné romány, kterým dnes nedokážeme přiřadit autora, jsou to O Velthrandosovi a Chrysantze (Ta kata Velthandron ke Chrysantzan), Kallimachos a Chrysorroi (Ta kata Kallimachon ke Chrysorroin) a Lyvistros a Rodamni (Ta kata Lyvistron ke Rodamnin). Tyto tři romány jsou psány hovorovou byzantskou řečtinou a ne klasickou attičtinou. Jsou to jedny z nejstarších dokladů o moderní řečtině.

## Církevní literatura
Církevní filozofie vycházela z raně byzantského období a z prací Sv. Basileia či Jana Zlatoústého. Byzantská řecká církev se distancovala od západní církve a tudíž měla jiný styl literatury, který byl bohatší a ovlivněný pohanskou filozofií. V 8. století bylo hlavním tématem uctívání ikon, které bylo ediktem zakázáno. Proti tomu se postavil významný řecký církevní spisovatel a filozof Jan z Damašku. Napsal dílo Pramen poznání (Piji gnoseos).
Autoři skládali i panegyrické (oslavné) křesťanské písně, které měly původ v antické lyrice a řecké lidové hudbě. Tyto písně se staly základem pro ortodoxní cirkevní zpěvy. První takováto panegyrika vznikla již v 7. století a napsal ji Romanos Melodos z Emesy, podle některých názorů byl původem Žid. V 8. století psal oslavné křesťanské hymny řecký biskup Andreas Krétský z Damašku. Ve 12. století vzniklo dokonce křesťanské drama, napsané neznámým autorem, který se inspiroval klasickou řeckou tragédií. Drama však nikdy nebylo hráno, jelikož divadla nefungovala. Drama má název Trpící Kristus (Christos Paschon). Populární byly i tzv. byzantské mysticismy, které vycházely z antické filozofie. Zakladatelem se stal Maxim Vyznavač, který napsal mnoho dieal, např. O rozličných nejasnostech (Peri diaforon aporion). Mystikové 11. století byli Symeon z Paflagónie a Nikithas Stethatos, ze 14. století pak Nikolaos Kabasilas.

## Lidová poezie

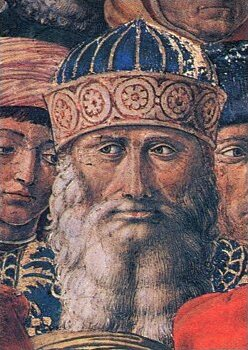
Georgios Gemistos Pléthón

Zahrnuje poezii oblíbenou u běžného lidu, která buď pocházela z řeckého folklóru, nebo se do něj následně dostala. Ve 13. stol. pod vlivem francouzské a italské nadvlády vznikají na ostrovech u Malé Asie krátké milostné hymny, které vznikly smícháním původních řeckých a evropských tradici. Velmi známý je také hrdinský epos Digenis Akritas, který vznikl v 11. století a autora neznáme. Toto dílo je psáno lidovou byzantskou řečtinou, která je již velmi podobná novořečtině. Epos je důkazem o kontinuitě a udržování homérských eposů, s nimiž má mnoho společného. Jde o byzantského šlechtice, řecko-arabského původu, který zachraňuje princeznu, bojuje s drakem a prožívá dobrodružství. Tento příběh přežil v řeckém folklóru dodnes, vyskytuje se hlavně u pontských Řeků, kyperských Řeků a Kréťanů.

## Filosofie
Byzantští vládci raného období pochopili, že pohanskou filosofii nemohou z myslí lidí vyhnat a proto ji byzantská společnost naprosto akceptovala. Většina raně křesťanských církevních osobností, od Eusebia po Basileia, z ní vycházela a hlásila se k ní a proto se v Byzanci kontinuálně pěstovala. Filozofové navazovali především na Platóna a Aristotela. Největší oživení řecké filosofie proběhlo v 12.–15. stol., kdy se Rómaioi znovu navrátili k řecké (helénské) národní identitě. Právě díky mnohým byzantským filosofům se dochovaly antické originály a šířila se renesance do Itálie, protože mnoho řeckých filosofů působilo na italských univerzitách. Významní filosofové byli Ioannis Argyropoulos z Konstantinopole žijící v 15. století, který napsal O aristotelské filozofii (Peri Aristoteliki filosofias) či Církevní básně (Ekklisiastika piimata). Arjyropulos působil na florentské univerzitě a také u uherského krále Matyáše Korvína. Z 11. stol. pochází filozof Ioannis Italos z Kalábrie, který napsal dílo O dialektice (Peri Dialektikis). Nejznámějším byzantským filosofem je Georgios Gemistos Pléthón, který v 15. století založil filozofickou školu ve městě Mystra na Peloponésu. Byl platonistou a velkým řeckým patriotem, dokonce otevřeně vyzýval Řeky, aby se vrátili k pohanskému náboženství. Napsal díla V čem se Aristoteles od Platóna odlišoval (Peri on Aristotelis pros Platona diaferete) a O zákonech (Peri nomon).